# Оршанско възвишение
Оршанското възвишение (на беларуски: Аршанскае ўзвышша; на руски: Оршанская возвышеность) е възвишение в източната част на Беларус, Витебска област, заемащо се най-източната част на обширното Беларуско възвишение.
На изток се свързва със Смоленско-Московското възвишение. Явява се вододел между водосборните басейни на реките Днепър на югоизток и Западна Двина на север. Релефът му е плосък и слабо вълнист, с отделни ниски хълмове и моренни валове. Максимална височина 263 m, 54°43′14″ с. ш. 30°01′13″ и. д. / 54.720556° с. ш. 30.020278° и. д., разположена на около 30 km северозападно от град Орша. Голяма част от площта му е заета от обработваеми земи, а на места са съхранени смесени гори, съставени основно от смърч, дъб, клен и бряст. В югоизточното му подножие е разположен град Орша, в северозападното – град Сенно, а в южното – град Толочин.